# Willoughby Dickinson
Willoughby Hyett Dickinson (9 avril 1859 - 31 mai 1943), est un homme politique du Parti libéral britannique. Il est député de St. Pancras North de 1906 à 1918.

## Biographie
Dickinson est le fils de Sebastian Stewart Dickinson, député de Stroud. Il fait ses études au Collège d'Eton et au Trinity College de Cambridge. Il épouse Elizabeth, fille du général Sir Richard John Meade en 1891. Ils ont trois enfants, dont Frances Davidson. Le 18 janvier 1930, il est élevé à la pairie en tant que baron Dickinson, de Painswick dans le comté de Gloucester. Lord Dickinson meurt en mai 1943, âgé de 84 ans, et est remplacé dans la baronnie par son petit-fils Richard, son fils unique l'hon. Richard Sebastian Willoughby Dickinson étant décédé avant lui. La sœur de Willoughby Dickinson, Frances May, anesthésiste, est la première épouse du chirurgien Sir James Berry .

## Carrière politique
Il est vice-président du London County Council récemment formé de 1892 à 1896, puis son président de mars 1900 à mars 1901 . De 1896 à 1918, il est président de la Fédération libérale de Londres . Il est un partisan du suffrage féminin, promouvant un certain nombre de mesures au Parlement pour obtenir le vote des femmes ,. Dickinson est nommé conseiller privé en 1914. Il ne se représente pas au parlement . Il est ensuite secrétaire général de l'Alliance mondiale pour l'amitié internationale et, à partir de 1931, président de son conseil international . En 1930, il rejoint le Parti travailliste, mais l'année suivante il fait partie de l'Organisation nationale travailliste scindée .